# 沖縄ロックンロール
『沖縄ロックンロール』（おきなわロックンロール）は、日本の男性音楽グループ「きいやま商店」の2枚目のオリジナル・アルバム。2011年9月28日発売。当初の発売元は、アレックス・エンターテイメント。後日、2013年7月21日にフライング・ハイより再発売されている。

## 解説
オリジナルアルバムとしては約10カ月ぶりとなるアルバム。沖縄本島の合宿をしながらアルバム制作に励んだという。沖縄合宿を経て、「きいやま商店」として本格的な活動に入る為の最初と作品となった。
このアルバムよりCD・DVD等の音楽作品のジャケットデザインを、キジムナ前津智宏が担当する様になった。ジャケットには、キジムナー姿のメンバーがデザインされている。
八重山民謡の唄者である大工哲弘（リョーサ・マストの父親の同級生）が、アルバムのライナーノーツを寄稿している。

## 収録曲
全作詞・作曲：きいやま商店（但し、別記されているものを除く。また編曲は、1,3,6,9は、きいやま商店／奥村"GACHARO"典洋、他はクレジット未表記）
1. 沖縄ロックンロール [3:20]
作詞・作曲：ローリー・クック、編曲：きいやま商店[注 2]
琉球放送｢リングに来ないかっ！｣エンディングテーマ[7]。沖縄出身のバンド「THE WALTZ」のカバー曲。ライブの定番曲であり、本編の最後やイベント等に出演した際の最後に歌われることが多い。
きいやま商店結成の時に、メンバー3人が『THE WALTZの曲をカバーしたい。』と思い、『中学生の時によく聞いていたこの曲をカバーさせて欲しい。』とマストを通じて許諾を得て、収録された。
THE WALTZはこの曲を音源化して発売はしていないが、「NHK 全日本勝ち抜きロック選手権 ‘90 BSヤングバトル」に出演した時のライブ音源が、CD化され収録されている。
2. バーピーポン [3:21]
石垣の方言をラップ調で歌っている曲[8]。「バー」は沖縄の言葉で「自分」、「ピー」は「おなら」、「ポン」は「おならの音」という意味があり、タイトルは「自分のおならがポン！」という意味[9]。尚、歌詞の「ピスカ」が「おならをしたら」、「ワー」が「あなた」、「フォン」が食べるという意味があり、つなげると「おならしたら、あなたは食べますか？」という意味。また「ワー ファーナカ バー フォン」は、「いいえ。私は食べられません。」という意味[9]。メンバー達も「全然意味がわからなかった」そうだが、「方言講座みたいな感じで作ったら、面白いんじゃないか？」と思い、歌詞を制作した[9]。
3. 土曜日のそば [3:27]
FM NACK5『大野勢太郎の楽園ラジオ〜パワー全開!!〜』初代エンディングテーマ[10]、ラジオCM「金城製麺所」CM曲。メンバーが幼い頃の祖母との思い出について歌った曲[8]。
4. いつものように [3:27]
作詞・作曲：BEGIN
石垣島出身の音楽バンド「BEGIN」（1stアルバム『音楽旅団』収録曲）のカバー曲。
5. えんどうの花 [4:46]
作詞：宮良長包、作曲：金城栄治
同名の琉球民謡のカバー曲。きいやま商店としての初のカバー曲でもある[11]。だいちゃんの母方の祖母が好きだった曲で、祖母が亡くなった日に行われたライブのリハーサルでマストがこの曲を弾いており、それを聞いてライブのセットリストに組み込み、初演奏された[11][12]。
6. 頑張れ!スミオおじぃ [2:46]
本アルバムが制作されるきっかけとなった楽曲である。
「スミオおじぃ」とは、メンバーの叔父（父親兄弟の弟（三男））であり、元石垣市会議員[13]の﨑枝純夫のこと。スミオおじぃが、それまでに起こした数々の天然（ボケ）さを歌詞にしている[3]。メンバーも、「バックの演奏がすばらしくできあがった!!」と言っている[3]。また、隠れて録音したスミオおじぃの本物の声も入っている[3]。
この曲は、メンバーが合宿している当時、「スミオおじぃ」が酷く落ち込むことがあり、メンバーが叔父さんに元気を出してもらおうと制作した楽曲である[14]。その後、この曲が石垣で評判になり、石垣市長の計らいで市役所のロビーでライブを開催。そこで、「これはもう１枚アルバムを作らなければいけない」と思い、本アルバムが制作された[14]。
7. 暁 [4:45]
8. I know! [3:29]
学校法人大庭学園2011年度CMソング[7]。
9. じんがねーらん [2:08]
コザ信用金庫CMソング
「じんがねーらん」は、沖縄弁で「お金が無い」という意味[15]。ライブの定番曲であり、曲のサビの部分でメンバーが足を動かしながら演奏するのが特徴となっている。また、外国のイベント等でこの曲を歌う時は、「じんがねーらん」の部分を現地の言葉に変えて歌っている。曲中に「ジングルベル」の歌詞が出てくるが、クリスマスソングでは無い。
10. きいやま商店のテーマ [2:27]
1stアルバム収録曲「さよならの夏」と共に、2008年8月に行われた初ライブを開催する際に制作されたオリジナル曲で[16]、1stアルバム発売前に発売した自主制作CDに収録されている。本作収録の為に、再レコーディングされた。